# Cubaris javanensis
Cubaris javanensis is een pissebed uit de familie Armadillidae. De wetenschappelijke naam van de soort is voor het eerst geldig gepubliceerd in 1889 door Dollfus.